# Yvan Amar
Pour les articles homonymes, voir Amar.
Ne doit pas être confondu avec Yvan Amar (d), journaliste et producteur à Radio France internationale.
Yvan Amar, né le 31 mars 1950 à Paris et mort le 18 juin 1999 à Gordes, est un écrivain et conférencier français de spiritualité, fondateur des éditions du Relié. 

## Biographie
Yvan Amar est le fils de Jacob Amar, lui même fils de Shelomo Amar, rabbin d'André Chouraqui à Aïn Témouchent. Son père est mort dans un accident de voiture, quelques mois après sa naissance. Sa mère, chrétienne, l’a confié jeune à une famille d'adoption dans la Sarthe.
Né d’un père juif et d’une mère chrétienne, il a été le premier disciple étranger d’un maître hindou, Chandra swâmi Udasin, puis de Jean Klein. Ses ouvrages sont imprégnés des principes de la spiritualité de l'Inde comme de ceux des « trois religions du Livre ».
Yvan Amar rencontre pour la première fois Arnaud Desjardins en 1967 à la salle Pleyel où il présente son film Le Message des Tibétains. 
C’est à l'automne 1969 que Yvan Amar débute un voyage visant à se rendre à Rishikesh dans le nord de l’Inde, où il rencontre Chandra swami Udasin en novembre.
Il vit depuis deux ans dans l'ashram Sewak Niwas à Hardwar auprès de Chandra swami Udasin quand Stan Rougier qui se rend pour la seconde fois en Inde fait sa connaissance en 1972.
En 1972, en raison de l'expiration de son visa, il doit rentrer en France où il fait la connaissance de Jean Klein qui durant un an complète sa connaissance du rôle de la conscience corporelle dans la non-dualité et du Vedanta. C'est à cette époque qu'il retrouve chez Jean Klein à Saint-Paul-de-Vence, Nadège croisée huit ans auparavant.  
Peu avant de retourner en Inde retrouver Chandra swami Udasin et lui présenter sa compagne, tous deux rendent visite à  Stan Rougier dans son presbytère de Bures-sur-Yvette.
C'est en 1976 qu'Yvan et Nadège arrivent en Inde où ils vont y rester 6 mois. Nadège devient disciple de Chandra swami Udasin et Yvan devient swami (moine), bien que vivant en couple.
Éprouvant le besoin d'aller écouter personnellement Arnaud Desjardins, il va lui rendre visite avec son épouse Nadège quelques jours en 1982 en Auvergne au Bost. 
Yvan et Nadège sont invités en 1987 avec Chandra Swami, alors en visite en France, au nouveau centre d'Arnaud Desjardins à Font d'Isière. 
Yvan Amar invite Desjardins, ainsi que Luis Ansa et Lee Lozowick, en 1992, lors d'une nouvelle visite de Chandra Swami en France. 
Quand Yvan Amar vit à nouveau Desjardins dans son centre de Hauteville en tant que maître avec une assemblée de disciples, il lui semble qu'il illustre parfaitement une citation qu'il rapporta du dalaï-lama : « On ne transmet pas la vérité à nos disciples. On transmet ce qui, transformé par le travail du disciple, lui fait voir la vérité. ».

## Œuvres
- La lutte contre le sommeil in Arnaud Desjardins - Textes recueillis par Marc de Smedt, Question de no 111, Albin Michel, 1998  (ISBN 2-226-09588-8)
- S'ouvrir à la vie, Terre blanche, Toulouse 1995.
- Préface à «L'Art de la réalisation» de Chandra Swami, Albin Michel, Paris 1985.
- Territoire de chasse et royaume des cieux, dans: Question de, 1986. (aussi dans: Méditer et agir, Albin Michel, Paris 1993.)
- Les Dix Commandements, Éditions du Relié, Gordes 1995. (Les Dix Commandements intérieurs, Albin Michel, Paris 2004.)
- Les béatitudes, Éditions du Relié, Gordes 1996. (Le Maître des béatitudes, Albin Michel, Paris 2000.)
- L'Effort et la grâce, Albin Michel, Paris 1999.
- Les Nourritures silencieuses, Éditions du Relié, Gordes 2000.
- La Pensée comme voie d’éveil, Éditions du Relié, Gordes 2002.
- L’Obligation de conscience, Éditions du Relié, Gordes 2004.
- La conscience corporelle, Éditions du Relié, Gordes 2006.
- L’Alchimie de l'homme, Éditions du Relié, Gordes 2008.
- Tisser le lien, Éditions Albin Michel, Paris 2016.
- Grandir ensemble, Éditions du Relié, Paris 2019.
- Faire Dieu, Éditions du Relié, Paris 2024.